# Lill-Aspsjön (Resele socken, Ångermanland)
Lill-Aspsjön är en sjö i Sollefteå kommun i Ångermanland och ingår i Ångermanälvens huvudavrinningsområde. Sjön har en area på 0,168 kvadratkilometer och ligger 313,9 meter över havet.

## Delavrinningsområde
Lill-Aspsjön ingår i det delavrinningsområde (703196-157214) som SMHI kallar för Utloppet av Mosjön. Medelhöjden är 297 meter över havet och ytan är 8,12 kvadratkilometer. Räknas de 4 avrinningsområdena uppströms in blir den ackumulerade arean 53,18 kvadratkilometer. Björkån som avvattnar avrinningsområdet har biflödesordning 2, vilket innebär att vattnet flödar genom totalt 2 vattendrag innan det når havet efter 60 kilometer. Avrinningsområdet består mestadels av skog (73 procent). Avrinningsområdet har 0,71 kvadratkilometer vattenytor vilket ger det en sjöprocent på 8,7 procent.